# Prefetti della provincia di Trapani
Elenco dei prefetti della Provincia e del Libero consorzio comunale di Trapani.

## Regno d'Italia (1861–1946)
| Nominativo                                      | Mandato           | Mandato           |
| Nominativo                                      | Inizio            | Fine              |
| ----------------------------------------------- | ----------------- | ----------------- |
| Raffaele Lanza                                  | 9 ottobre 1861    | 22 giugno 1862    |
| Tommaso Sorisio                                 | 27 novembre 1862  | 1º giugno 1865    |
| Spirito Racca                                   | 8 giugno 1865     | 29 novembre 1865  |
| Niccolò Cusa, barone di Corleone                | 29 novembre 1865  | 10 dicembre 1866  |
| Gabriele Dara                                   | 10 dicembre 1866  | 19 novembre 1868  |
| Vincenzo Giusti                                 | 19 novembre 1868  | 28 febbraio 1870  |
| Nicola Petra, duca di Vastogirardi              | 28 febbraio 1870  | 18 agosto 1870    |
| Giuseppe Cotta Ramusino                         | 20 agosto 1873    | 21 dicembre 1875  |
| Felice Reichlin (consigliere delegato)          | 21 dicembre 1875  | 19 aprile 1876    |
| Vincenzo Salvoni, conte                         | 19 aprile 1876    | 11 maggio 1876    |
| Domenico Bardari                                | 11 maggio 1876    | 31 maggio 1877    |
| Gaetano Pacces                                  | 31 maggio 1877    | 19 maggio 1878    |
| Vincenzo Camporota (consigliere delegato)       | 19 maggio 1878    | 29 luglio 1878    |
| Giovanni Daniele Vasta                          | 29 luglio 1878    | 15 febbraio 1880  |
| Eugenio Argenti                                 | 15 febbraio 1880  | 30 settembre 1881 |
| Gaetano Del Serio                               | 30 settembre 1881 | 25 novembre 1883  |
| Cesare Paroletti (consigliere delegato)         | 25 novembre 1883  | 1º aprile 1886    |
| Girolamo Civilotti (consigliere delegato)       | 1º aprile 1886    | 11 gennaio 1888   |
| Leopoldo Pacini                                 | 16 gennaio 1888   | 1º luglio 1891    |
| Felice Segre                                    | 1º luglio 1891    | 1º luglio 1892    |
| Costantino Fanelli                              | 1º luglio 1892    | 10 agosto 1893    |
| Francesco Palomba                               | 20 agosto 1893    | 16 marzo 1894     |
| Ferdinando Perrino                              | 23 marzo 1894     | 16 aprile 1894    |
| Giuseppe Guaita                                 | 25 aprile 1894    | 16 febbraio 1895  |
| Domenico De Rosa                                | 16 febbraio 1895  | 16 aprile 1896    |
| Lorenzo Fabris                                  | 16 aprile 1896    | 1º marzo 1897     |
| Giovanni Ferrando                               | 22 aprile 1897    | 5 maggio 1899     |
| Carlo Panizzardi                                | 5 maggio 1899     | 1º febbraio 1904  |
| Enrico Gaieri                                   | 1º febbraio 1904  | 1º agosto 1905    |
| Edoardo Verdinois                               | 1º agosto 1905    | 15 maggio 1907    |
| Edoardo Anceschi                                | 15 maggio 1907    | 1º agosto 1909    |
| Gaetano Gargiulo                                | 1º agosto 1909    | 16 gennaio 1910   |
| Cesare Saibante, marchese                       | 16 gennaio 1910   | 1º settembre 1911 |
| Giovanni Battista Saladino                      | 1º settembre 1911 | 16 agosto 1914    |
| Giulio Moscarella                               | 16 agosto 1914    | 1º febbraio 1918  |
| Iginio Coffari                                  | 1º febbraio 1918  | 25 agosto 1919    |
| Bartolomeo Andreoli                             | 25 agosto 1919    | 16 aprile 1920    |
| Vittorio Bardesono, conte di Rigras             | 16 aprile 1920    | 16 giugno 1920    |
| Lorenzo Valle                                   | 16 giugno 1920    | 10 ottobre 1920   |
| Elisio Baccaredda                               | 10 ottobre 1920   | 24 giugno 1921    |
| Giuseppe Ferrari, barone di Caporciano          | 24 giugno 1921    | 10 gennaio 1923   |
| Giovanni Antonio Merizzi                        | 10 gennaio 1923   | 1º giugno 1924    |
| Cesare Mori                                     | 1º giugno 1924    | 12 ottobre 1925   |
| Francesco Venuta                                | 24 ottobre 1925   | 16 agosto 1926    |
| Giuseppe Sallicano                              | 16 agosto 1926    | 16 settembre 1927 |
| Edoardo Salerno                                 | 16 settembre 1927 | 1º luglio 1928    |
| Ettore Zanconato                                | 1º luglio 1928    | 16 luglio 1929    |
| Pasquale Randone                                | 16 luglio 1929    | 16 febbraio 1930  |
| Silvio Piva                                     | 20 marzo 1930     | 16 dicembre 1930  |
| Enzo Ferrari                                    | 16 dicembre 1930  | 16 gennaio 1932   |
| Giuseppe Mastromattei                           | 16 gennaio 1932   | 10 settembre 1933 |
| Pietro Bruno                                    | 10 settembre 1933 | 25 luglio 1935    |
| Sergio Dompieri                                 | 25 luglio 1935    | 21 agosto 1939    |
| Pietro Giacone                                  | 21 agosto 1939    | 15 giugno 1943    |
| Giuseppe Russi                                  | 15 giugno 1943    | 23 luglio 1943    |
| Paolo D'Antoni                                  | 14 agosto 1943    | 15 maggio 1944    |
| Antonino Longo (vice prefetto facente funzioni) | 15 maggio 1944    | 1º agosto 1944    |
| Edgardo Gullotta                                | 1º agosto 1944    | 28 febbraio 1946  |
| Salvatore Azzaro                                | 1º marzo 1946     | 2 giugno 1946     |

## Repubblica Italiana (dal 1946)
| Nominativo              | Mandato           | Mandato                                  |
| Nominativo              | Inizio            | Fine                                     |
| ----------------------- | ----------------- | ---------------------------------------- |
| Salvatore Azzaro        | 2 giugno 1946     | 31 luglio 1948                           |
| Luigi Attardi           | 10 agosto 1948    | 10 ottobre 1951                          |
| Darwin Criscuoli        | 11 ottobre 1951   | 24 ottobre 1954                          |
| Alfredo Correra         | 25 ottobre 1954   | 21 ottobre 1956                          |
| Mario Liotta            | 22 ottobre 1956   | 10 ottobre 1961                          |
| Armando Malarbi         | 11 ottobre 1961   | 13 dicembre 1964                         |
| Gaetano Napoletano      | 14 dicembre 1964  | 19 giugno 1969                           |
| Nicio Giuliani          | 20 giugno 1969    | 14 gennaio 1973                          |
| Pietro Montesanti       | 15 gennaio 1973   | 28 febbraio 1977                         |
| Adolfo Pacillo          | 1º marzo 1977     | 15 gennaio 1978                          |
| Vincenzo Guarrella      | 16 gennaio 1978   | 30 settembre 1979                        |
| Eduardo Somma           | 1º ottobre 1979   | 28 febbraio 1983                         |
| Sergio Cibilaro         | 1º marzo 1983     | 31 ottobre 1983                          |
| Gian Franco Vitocolonna | 1º novembre 1983  | 31 marzo 1985                            |
| Vincenzo Calasonno      | 1º aprile 1985    | 9 gennaio 1987                           |
| Vittorio Piraneo        | 10 gennaio 1987   | 1º settembre 1991                        |
| Andrea Gentile          | 2 settembre 1991  | 31 agosto 1993                           |
| Vincenzo Mele           | 1º settembre 1993 | 9 luglio 1995                            |
| Rosario Salanitri       | 10 luglio 1995    | 19 novembre 1997                         |
| Leonardo Cerenzia       | 20 novembre 1997  | 19 dicembre 1999                         |
| Fulvio Sodano           | gennaio 2000      | 26 luglio 2003                           |
| Giovanni Finazzo        | 26 luglio 2003    | 10 gennaio 2008                          |
| Stefano Trotta          | 10 gennaio 2008   | 30 agosto 2010                           |
| Marilisa Magno          | 30 agosto 2010    | 5 agosto 2013                            |
| Leopoldo Falco          | 5 agosto 2013     | 30 agosto 2016                           |
| Giuseppe Priolo         | 31 agosto 2016    | 6 luglio 2017 (cessato il 7 agosto 2017) |
| Darco Pellos            | 27 agosto 2017    | 1º aprile 2019                           |
| Tommaso Ricciardi       | 1º aprile 2019    | 25 maggio 2021                           |
| Filippina Cocuzza       | 26 maggio 2021    | 1º novembre 2023                         |
| Daniela Lupo            | 13 novembre 2023  | in carica                                |